# Notiophilus biguttatus
Espèce
Notiophilus biguttatus est une espèce d'insectes coléoptères de la famille des carabidés.

## Description
Petit coléoptère au corps aplani, d'environ 5 mm de long, aptère, aux élytres striés, brillants, dont l'éclat varie selon l'angle d'incidence de la lumière.

## Biologie
Course rapide sur le sol dans des lieux ensoleillés. Se nourrit de petits invertébrés terrestres dans les jardins, prairies, bois clairs.